# لاگوتوفکا
لاگوتوفکا (به لاتین: Lagutovka) یک منطقهٔ مسکونی در روسیه است که در باشقیرستان واقع شده‌است.